# Heavy Mental (album)
Heavy Mental to debiutancki album amerykańskiego rapera Killah Priesta członka Sunz of Man, wydany 10 marca 1998 roku nakładem wytwórni Geffen Records. Wydawnictwo zadebiutowało na 24. miejscu notowania Billboard 200, i 4. miejscu listy Top R&B/Hip-Hop Albums.

## Lista utworów
Opracowano na podstawie źródła.
| #  | Tytuł                | Gościnnie                         | Producent      | Sample                                                                                                  | Czas |
| -- | -------------------- | --------------------------------- | -------------- | --- | ---- |
| 1  | "Intro"              |                                   |                | | 0:54 |
| 2  | "One Step"           | - Tekitha - Hell Razah            | True Master    | - "I Forgot To Be Your Lover" w wykonaniu Williama Bella - "It Ain’t Long Enough" w wykonaniu Judy Clay | 4:20 |
| 3  | "Blessed are Those"  |                                   | Y-Kim          | | 3:28 |
| 4  | "From Then Till Now" |                                   | Y-Kim          | - "The Man in the Raincoat" w wykonaniu Mariona Marlowea                                                | 3:45 |
| 5  | "Cross My Heart"     | - Inspectah Deck - GZA            | True Master    | | 3:46 |
| 6  | "Fake MCs"           |                                   | 4th Disciple   | - "My Little Brown Book" w wykonaniu Johna Coltranea                                                    | 3:36 |
| 7  | "It’s Over"          |                                   | 4th Disciple   | | 3:29 |
| 8  | "Crusaids"           | - Tekitha                         | 4th Disciple   | | 0:58 |
| 9  | "Tai Chi"            | - Hell Razah - 60 Second Assassin | 4th Disciple   | | 4:02 |
| 10 | "Heavy Mental"       |                                   | Killah Priest  | | 4:16 |
| 11 | "If You Don’t Know"  | - Ol’ Dirty Bastard               | True Master    | | 5:15 |
| 12 | "Atoms to Adam"      | - Antonio Chance                  | 4th Disciple   | | 5:28 |
| 13 | "High Explosives"    |                                   | Arabian Knight | | 3:05 |
| 14 | "Wisdom"             |                                   | 4th Disciple   | - "Someday" w wykonaniu The Carpenters                                                                  | 2:03 |
| 15 | "B.I.B.L.E."         |                                   | 4th Disciple   | - "Our Love Has Died" w wykonaniu Ohio Players                                                          | 4:52 |
| 16 | "Mystic City"        | - Antonio Chance                  | 4th Disciple   | | 4:11 |
| 17 | "Information"        |                                   | 4th Disciple   | - "Love Song 1700" w wykonaniu Grover Washington Jr.                                                    | 4:42 |
| 18 | "Science Project"    | - Hell Razah                      | 4th Disciple   | | 4:19 |
| 19 | "Almost There"       |                                   | 4th Disciple   | | 3:55 |